# Hans Citroen
Henry Philippe (Hans) Citroen (Den Haag 14 maart 1947) is een Nederlands beeldend kunstenaar, werkzaam als beeldhouwer, fotograaf, schilder, en schrijver. Hij is vooral bekend door zijn bijdrage aan Kunst en Vaarwerk, en door zijn publicatie van enige werken over Auschwitz

## Levensloop
Hans Citroen is geboren en getogen in Den Haag, waar hij een kunstopleiding volgde aan de Vrije Academie. Daarna zat hij van 1970 tot 1972 bij Ateliers '63 in Haarlem.
Na zijn academietijd startte hij in 1974 met Bob van Persie het legendarische Museum de Keikdoos in het Rotterdamse Centraal Station, dat ze twee jaar beheerden. Dit werd bekend als het kleinste museum van Nederland met de grootste toeloop. Drie weken na de start huldigden zij de miljoenste bezoeker.In 1978 nam Citroen met Cor Kraat en Hans Rothmeier het initiatief tot oprichting van de Galerie Black Cat. In 1980 werkte hij mee aan - en was hij een van de hoofdpersonen in "Groeten uit Rotterdam" een drieluik over het culturele leven in Rotterdam dat door de VPRO werd uitgezonden. Van 1979 tot begin jaren 90 werkte hij samen met Cor Kraat en Willem van Drunen in Kunst en Vaarwerk. In 1987 initieerde hij de Vrije Volk Grafiekcollectie. Het betrof in de krant afgedrukte kunstwerken die naderhand konden worden gesigneerd in Museum Boymans van Beuningen

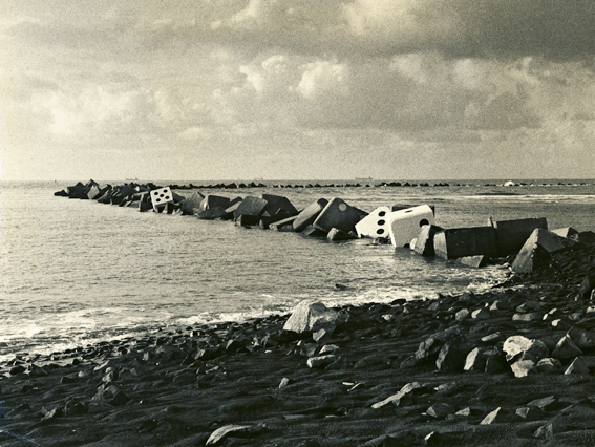
Dobbelstenen HvH Noorderpier 1979

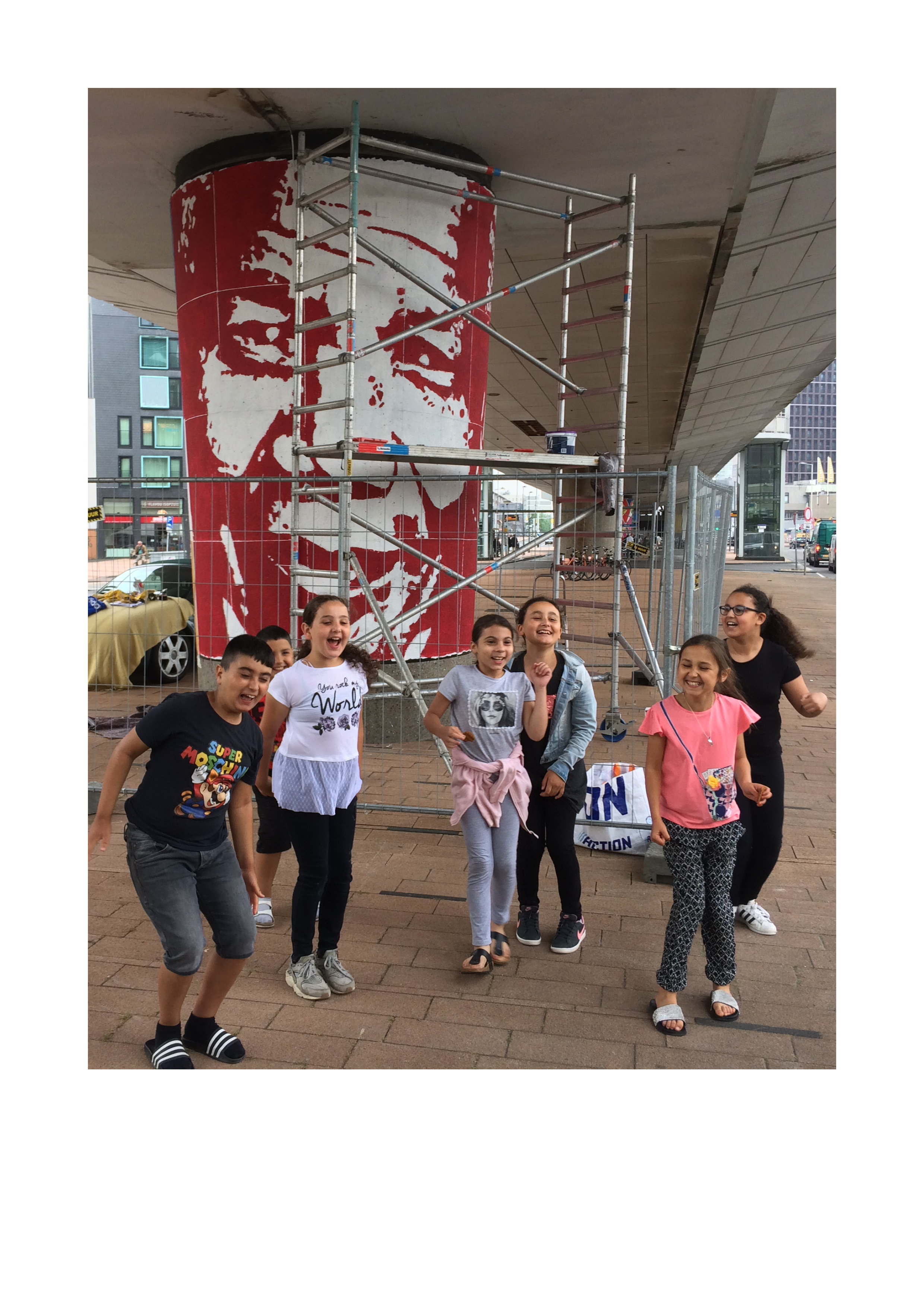
Portret Nelson Mandela op de metrozuil bij de Afrikaanderwijk in Rotterdam. juni 2019

Een van Citroens kunstwerken is de "het Coen Moulijnmuurtje" in de Bloklandstraat in het Oude Noorden van Rotterdam.Een muurtje, waartegen de voetballer Coen Moulijn ooit een balletje had getrapt was in de jaren zeventig ten prooi gevallen aan de stadsvernieuwing. Citroen liet het herrijzen als een hommage aan het straatvoetbal.In 2004 liet hij d.m.v. een foto-object Jayne Mansfield terugkeren in Spangen. In 1956 verrichtte zij de aftrap bij de wedstrijd Sparta-DOS. De Spartanen waren in de war van haar en verloren met 1-7. Zeer noemenswaardig is zijn monument voor Masaryk, de aartsvader van Tsjecho-Slowakije, op de Gelderse Kade te Rotterdam. In het nabijgelegen Hotel Weimar kreeg in 1914 de nieuwe republiek een contour. In 2019 schilderde hij het portret van Nelson Mandela bij de entree van de Afrikaanderwijk in Rotterdam.
Hans Citroen was de hoofdpersoon in de VPRO radiodocumentaires "Dood Spoor" en "Naar je weet wel". Hij werkte mee aan de filmdocumentaires "The Holocaust Experience" en "In Europa". Hij schreef en fotografeerde voor NRC Handelsblad, Het Vrije Volk en Trouw.In 1999 maakte hij Op grond van Rotterdam: een beeld-epos over de Rotterdamse havens. Als kleinzoon van een Auschwitz overlevende publiceerde hij tevens enige boeken over Auschwitz, waaronder Auschwitz-Oswiecim, 2011 en het boek Auschwitz – de judenrampe uit 2014.

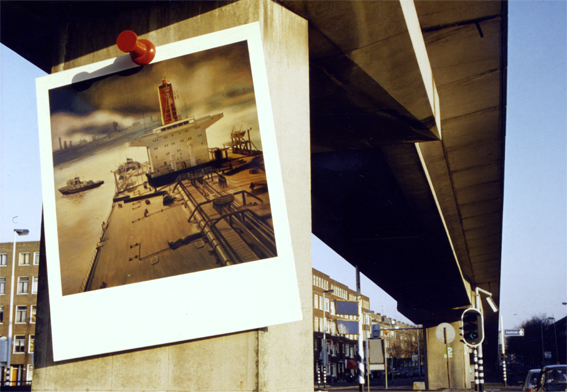
Polaroid Schieweg Rotterdam 1982

In 2020 maakte hij met Christophe Bush en Robert Jan van Pelt de tentoonstelling Auschwitz.camp in Kazerne Dossin te Mechelen. November 2020 presenteerde ALM Publishing zijn boek "Auschwitz (en andere verhalen)": een reeks essays waarin Auschwitz een verbinding aangaat met dagelijkse belevenissen.

## Werk

### Publicaties, een selectie
- Hans Citroen en Barbara Starzyńska Auschwitz-Oswiecim, 2011.[5]
- Hans Citroen, Auschwitz – de judenrampe, 2014.
- Hans Citroen, Auschwitz (en andere verhalen), 2020